# Simone Mühl
Simone Mühl ist eine deutsche Vorderasiatische Archäologin.
Simone Mühl legte ihr Abitur 2000 an der Heimschule Lender ab. Anschließend studierte sie ab dem Wintersemester 2000/2001 Vorderasiatische Archäologie, Altorientalistik und Ur- und Frühgeschichte an der Universität Heidelberg. 2007 erlangte sie ihren mit Auszeichnung bestandenen Master mit einer Arbeit zum Thema Fernerkundung archäologischer Fundorte im westlichen Teil der Makhmur-Ebene, Irak. Daran schloss sich ein Promotionsstudium an. 2011 wurde sie dort mit der Arbeit Siedlungsgeschichte im mittleren Osttigrisgebiet vom Neolithikum bis in die neuassyrische Zeit promoviert. Die mit dem Prädikat summa cum laude bewertete Arbeit wurde von Peter A. Miglus betreut, Zweitgutachter war McGuire Gibson von der University of Chicago.

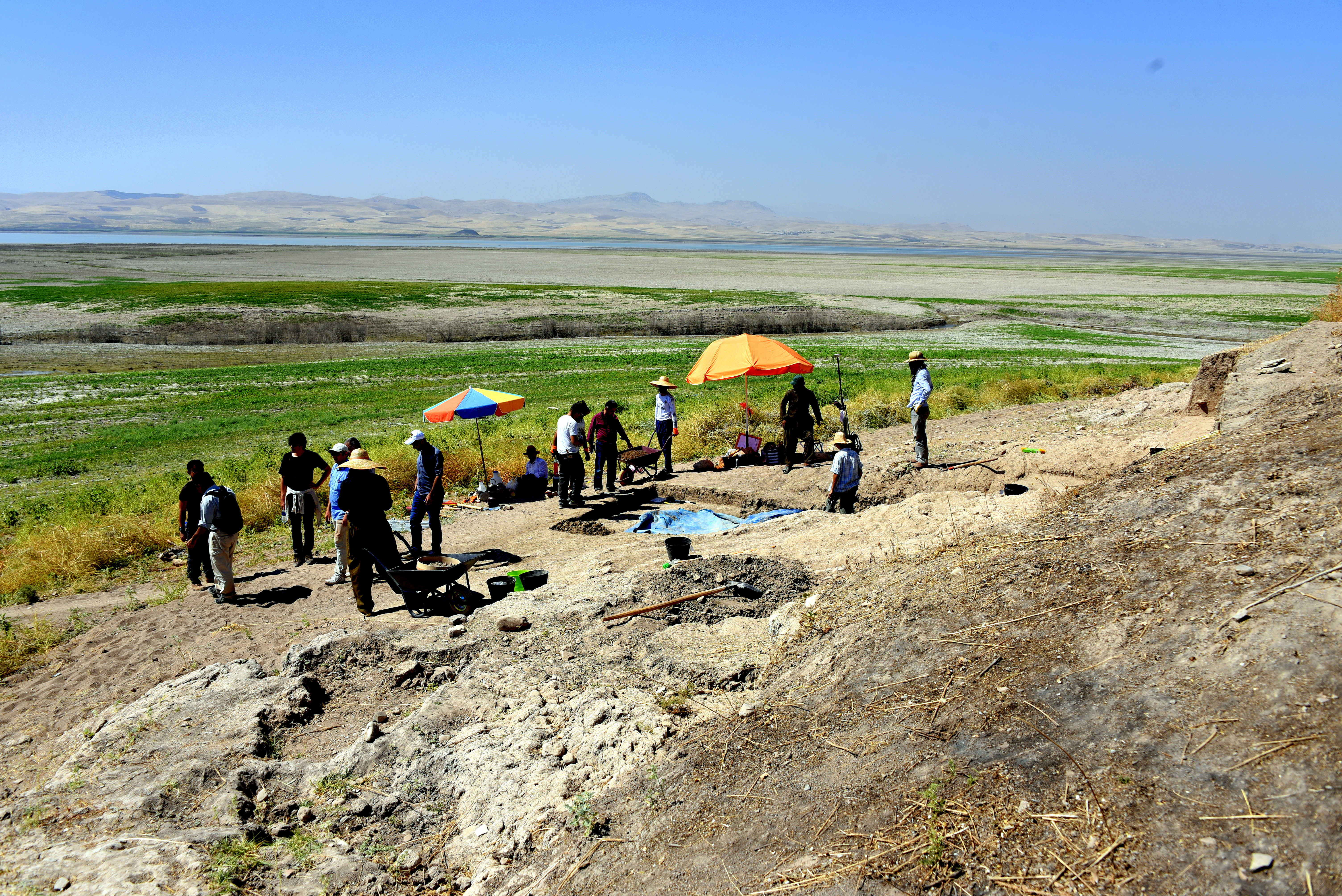
Von Simone Mühl geleitete Ausgrabungen in Gird-i Shamlu im September 2016

Schon während des Studiums, von September 2001 bis Februar 2009, hatte Mühl verschiedene Stellen als Assistentin an der Heidelberger Universität sowie der Heidelberger Akademie der Wissenschaften inne. Von Mitte 2005 bis 2007 war sie Mitarbeiterin am Projektes ArchAtlas der University of Sheffield. Im Mai 2007 wurde sie Mitglied des von Peter A. Miglus geleiteten Projektes Kulturlandschaft und Siedlungsgeschichte am Kleinen Zab, Irak. Von Mai 2009 bis Mai 2010 war Mühl Mitorganisatorin des Sulaimaniya Survey Project im Irak, ein Jahr später begann sie das Shahrizor Survey Cooperation Project zu organisieren, ein internationales Projekt zwischen den Universitäten Heidelberg, London und der University of Sulaimani. Im August 2011 war sie als Spezialistin für Keramik am UNESCO Sulaimaniya Museum tätig. Im Anschluss daran war sie bis Oktober des Jahres Teilleiterin der Region 3 des von Peter A. Miglus geleiteten Grabungsprojektes in Bakr Awa. Diese Projekte in der Region Sulaimaniyya werden von der DFG innerhalb des Projektes Siedlungsarchäologie in der Provinz Sulaimaniya, Irak – Die Lebenswelt einer Gebirgsregion im Spannungsfeld altorientalischer Kulturen gefördert. Von Dezember 2011 bis Oktober 2012 war Mühl Wissenschaftliche Assistentin, von Oktober 2012 bis Oktober 2015 Wissenschaftliche Mitarbeiterin am Vorderasiatischen Institut der Universität München. Im September 2013 war sie gemeinsam mit Zuhair Rajab Abdallah Co-Leiterin einer Rettungsgrabung in Dekon. Im Oktober 2015 wurde sie Akademische Rätin an der Universität München, im September 2016 wurde sie dort Leiterin einer Emmy-Noether-Nachwuchsforschergruppe im DFG-geförderten Projekt Flucht – Migration – Interaktion. Artefaktbezogene Diversität in altorientalischen Kontexten des 3. und 2. Jahrtausends v. Chr. Im November 2020 wurde sie in Nachfolge von Margarete van Ess zur Zweiten Direktorin der Orient-Abteilung des Deutschen Archäologischen Instituts in Berlin gewählt und wurde damit Stellvertreterin von van Ess, die ihrerseits Nachfolgerin von Ricardo Eichmann als Direktorin wurde.
2017 wurde Mühl für ihre interdisziplinär ausgelegten Forschungen und innovativen methodischen Ansätze mit dem Prinzessin Therese von Bayern-Preis zur Förderung von Frauen in der Wissenschaft ausgezeichnet, 2019 erhielt sie den Karl-Heinz Hoffmann-Preis der Bayerischen Akademie der Wissenschaften für herausragende Forschungen im Bereich der Vorderasiatischen Archäologie. Mühls Forschungsschwerpunkte sind die nordmesopotamische Region, also das heutige Nordostsyrien sowie der Nordirak. Sie beschäftigt sich mit den Kulturen Assyriens und Babyloniens und mit der vergleichenden Archäologie des Vorderen Orients, mit dem Handel in prähistorischer und historischer Zeit, mit dem Transfer von Technologien und Ideen sowie mit der Geschichte der Region. Neben der Landschaftsarchäologie ist sie zudem Fachfrau für moderne Methoden wie Geoinformationssysteme (GIS) und Fernerkundung.

## Schriften
- Herausgeberin mit Peter A. Miglus: Between the cultures. The central Tigris region from the 3rd to the 1st Millennium BC. (= Heidelberger Studien zum alten Orient, Band 14), Heidelberger Orientverlag, Heidelberg 2011, ISBN 978-3-927552-48-7.
- Siedlungsgeschichte des mittleren Osttigrisgebietes. Vom Neolithikum bis in die neuassyrische Zeit. (= Abhandlungen der Deutschen Orient-Gesellschaft, Band 28), Harrassowitz, Wiesbaden 2013, ISBN 978-3-447-06905-2.
- Herausgeberin mit Andrea Babbi, Friederike Bubenheimer-Erhart und Beatriz Marín-Aguilera: The mediterranean mirror. Cultural contacts in the Mediterranean Sea between 1200 and 750 B.C. (= RGZM-Tagungen, Band 20), Römisch-Germanisches Zentralmuseum/Schnell + Steiner, Mainz/Regensburg 2015, ISBN 978-3-88467-239-6 und ISBN 978-3-7954-2985-0.